# 章益
章益（1901年—1986年），字友三，号雯文，男，安徽滁县人，中国心理学家、教育学家、翻译家，1922年毕业于上海复旦大学。1924年留学美国並獲得华盛顿州立大获硕士学位，1927年回国，曾任国立复旦大学校长。1949年拒絕讓復旦大學遷往台灣。1952年春，章益從复旦大学调往山东师范学院担任教育系心理学教授。1983年12月，章益擔任中国国民党革命委员会第六届中央委员会顾问。1986年7月16日，章益因病於济南病逝。